# VIP Brother (4.ª temporada)
VIP Brother 4 é a quarta temporada do VIP Brother, uma versão búlgara do Big Brother  começou  em 4 de setembro de 2012.

## Produção

### Pré-temporada
Em 27 de março de 2012, a Endemol anunciou que realizou um acordo com a Nova TV por mais duas temporadas em exibição após a terceira temporada.